# Alfred Douglas-Hamilton, XIII duca di Hamilton
Alfred Douglas Hamilton, XIII duca di Hamilton e il X duca Brandon (Shanklin, 6 marzo 1862 – Dorset, 16 marzo 1940), è stato un nobile scozzese e tenente della marina inglese.

## Biografia

### Infanzia e carriera nella marina
Hamilton nacque a Shanklin, Isola di Wight, figlio di Charles Henry Hamilton e di sua moglie Elizabeth Anne Hill. Servì, da giovane, nella Royal Navy. Si guadagnò la reputazione di essere in grado di immergersi sotto le chiglie delle navi da battaglia in cui ha servito, senza alcuna attrezzatura, per riapparire sul lato opposto della nave per lo stupore dei suoi compagni.

### Duca di Hamilton
C'era una possibilità che Alfred sposasse Lady Mary, figlia di William Hamilton, XII duca di Hamilton, che era senza eredi maschi. Queste speranze si frantumarono nel 1890, quando Hamilton rimase parzialmente paralizzato da una rara malattia tropicale che aveva preso durante il suo ultimo viaggio. Nel 1895 divenne duca di Hamilton ed ereditò tutti i beni e le attività del cugino e un £ 1 milioni di debito, una larga fetta delle terre e le proprietà Hamilton è andato a Lady Mary, duchessa di Montrose. Tra le proprietà che hanno lasciato la famiglia Hamilton in questo momento vi è Brodick Castle di Arran, che era stata di proprietà degli Hamilton per 500 anni.
Una proprietà che non gli lasciò era Hamilton Palace, la sede principale della famiglia. Tuttavia, il duca, offrì il palazzo alla Marina durante la prima guerra mondiale, dove venne utilizzato come ospedale. Dopo la fine della guerra, si è ritenuto necessario demolirlo a causa di subsidenza, attribuito a miniere di carbone della famiglia. Hamilton si trasferisce a Dungavel House, che prima era un casino di caccia nella brughiera vicino a Strathaven.
Hamilton era tenente colonnello del IV battaglione delle Highland Light Infantry e colonnello del VI battaglione del II Cameronians (fucilieri scozzesi).

### Matrimonio

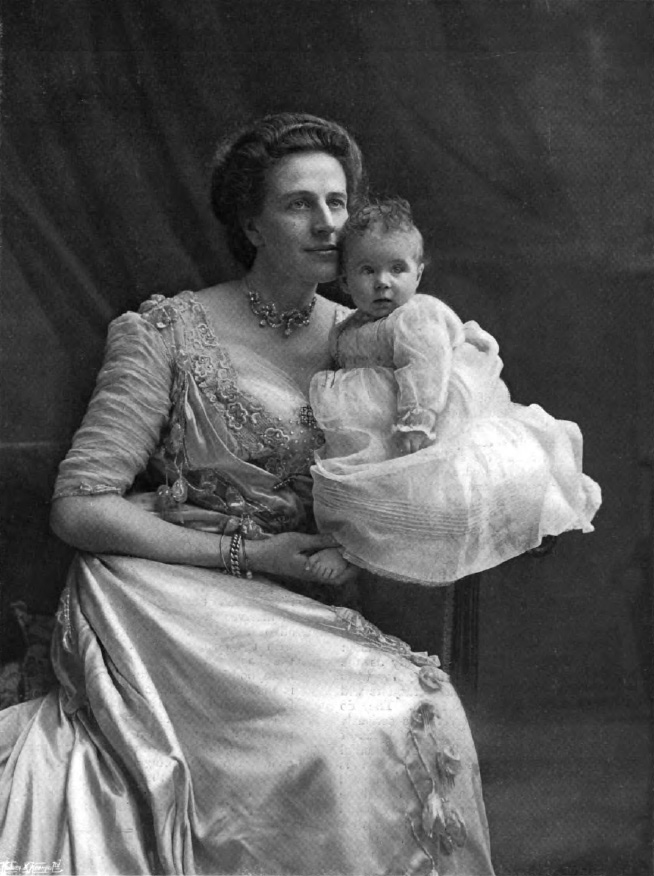
Nina Maria Benita Poore con la seconda figlia Margaret

Nel 1901 sposò Nina Maria Benita Poore. La coppia ebbe sette figli.

### Morte
Hamilton morì poco dopo il suo 78º compleanno, il 16 marzo 1940 a Farne House.

## Discendenza
Dal matrimonio tra Hamilton e Nina Maria Benita Poore nacquero:
- Douglas Douglas-Hamilton, XIV duca di Hamilton (3 febbraio 1903-1973);
- Lady Jean Douglas-Hamilton (11 giugno 1904), sposò in prime nozze Charles Mackintosh, sposò in seconde nozze il maggiore Leo Zinoviev, sposò in terze nozze Vivian Norton-Bell, non ebbe figli da nessuno dei tre matrimoni;
- George Douglas-Hamilton, X conte di Selkirk (4 gennaio 1906-24 novembre 1994);
- Lady Margaret Douglas-Hamilton (13 ottobre 1907), sposò il maggiore James Drummond-Hay, non ebbero figli;
- Lord Malcolm Douglas-Hamilton (12 novembre 1909-21 luglio 1964), sposò Clodagh Pamela Bowes-Lyon, ebbero quattro figli;
- Lord David Douglas-Hamilton (8 novembre 1912-2 agosto 1944), sposò Ann Prunella Stack, ebbero due figli;
- Lady Mairi Nina Douglas-Hamilton (27 agosto 1914-27 maggio 1927).

È stato notabile che tutti gli figli maschi di Hamilton furono aviatori militari con il titolo di comandante di squadriglia o più alto al scoppio della seconda guerra mondiale.

## Ascendenza
|                                                |              |                                | Genitori                |  |  | Nonni |  |  | Bisnonni              |  |  | Trisnonni          |  |
|                                                |              |                                |                         |  |  |       |  |  | hon. Charles Hamilton |  |  | lord Anne Hamilton |  |
|                                                |              |                                |                         |  |  |       |  |  | hon. Charles Hamilton |  |  | lord Anne Hamilton |  |
|                                                |              | Anne Mary Charlotte Powell     |                         |  |  |       |  |  | hon. Charles Hamilton |  |  |                    |  |
| Augustus Douglas-Hamilton                      |              |                                |                         |  |  |       |  |  | hon. Charles Hamilton |  |  |                    |  |
|                                                |              | Lucretia Prosser               | George Augustus Prosser |  |  |       |  |  |                       |  |  |                    |  |
|                                                |              | Lucretia Prosser               | George Augustus Prosser |  |  |       |  |  |                       |  |  |                    |  |
|                                                |              | Lucretia Prosser               | Lucretia Timewell       |  |  |       |  |  |                       |  |  |                    |  |
| Charles Henry Douglas-Hamilton                 |              | Lucretia Prosser               |                         |  |  |       |  |  |                       |  |  |                    |  |
|                                                |              | John Hyde                      | John Hyde               |  |  |       |  |  |                       |  |  |                    |  |
|                                                |              | John Hyde                      | John Hyde               |  |  |       |  |  |                       |  |  |                    |  |
|                                                |              | John Hyde                      | Rachel Roberts          |  |  |       |  |  |                       |  |  |                    |  |
| Maria Catherine Hyde                           |              | John Hyde                      |                         |  |  |       |  |  |                       |  |  |                    |  |
|                                                |              | Mary Seymour                   | lord Francis Seymour    |  |  |       |  |  |                       |  |  |                    |  |
|                                                |              | Mary Seymour                   | lord Francis Seymour    |  |  |       |  |  |                       |  |  |                    |  |
|                                                |              | Mary Seymour                   | Catherine Payne         |  |  |       |  |  |                       |  |  |                    |  |
| Alfred Douglas-Hamilton, XIII duca di Hamilton |              | Mary Seymour                   |                         |  |  |       |  |  |                       |  |  |                    |  |
|                                                | William Hill | …                              |                         |  |  |       |  |  |                       |  |  |                    |  |
|                                                | William Hill | …                              |                         |  |  |       |  |  |                       |  |  |                    |  |
|                                                | William Hill | …                              |                         |  |  |       |  |  |                       |  |  |                    |  |
| rev. Justly Hill                               | William Hill |                                |                         |  |  |       |  |  |                       |  |  |                    |  |
|                                                |              | Elizabeth Popham               | …                       |  |  |       |  |  |                       |  |  |                    |  |
|                                                |              | Elizabeth Popham               | …                       |  |  |       |  |  |                       |  |  |                    |  |
|                                                |              | Elizabeth Popham               | …                       |  |  |       |  |  |                       |  |  |                    |  |
| Elizabeth Anne Hill                            |              | Elizabeth Popham               |                         |  |  |       |  |  |                       |  |  |                    |  |
|                                                |              | Samuel Shute                   | …                       |  |  |       |  |  |                       |  |  |                    |  |
|                                                |              | Samuel Shute                   | …                       |  |  |       |  |  |                       |  |  |                    |  |
|                                                |              | Samuel Shute                   | …                       |  |  |       |  |  |                       |  |  |                    |  |
| Jane Helen Shute                               |              | Samuel Shute                   |                         |  |  |       |  |  |                       |  |  |                    |  |
|                                                |              | Henrietta Anna Margarette Gwyn | …                       |  |  |       |  |  |                       |  |  |                    |  |
|                                                |              | Henrietta Anna Margarette Gwyn | …                       |  |  |       |  |  |                       |  |  |                    |  |
|                                                |              | Henrietta Anna Margarette Gwyn | …                       |  |  |       |  |  |                       |  |  |                    |  |
|                                                |              | Henrietta Anna Margarette Gwyn |                         |  |  |       |  |  |                       |  |  |                    |  |

## Onorificenze
| Controllo di autorità | VIAF (EN) 304915265 · BAV 495/109143 |